# Brémur-et-Vaurois
Brémur-et-Vaurois est une commune française située dans le canton de Châtillon-sur-Seine du département de la Côte-d'Or, en région Bourgogne-Franche-Comté.

## Géographie

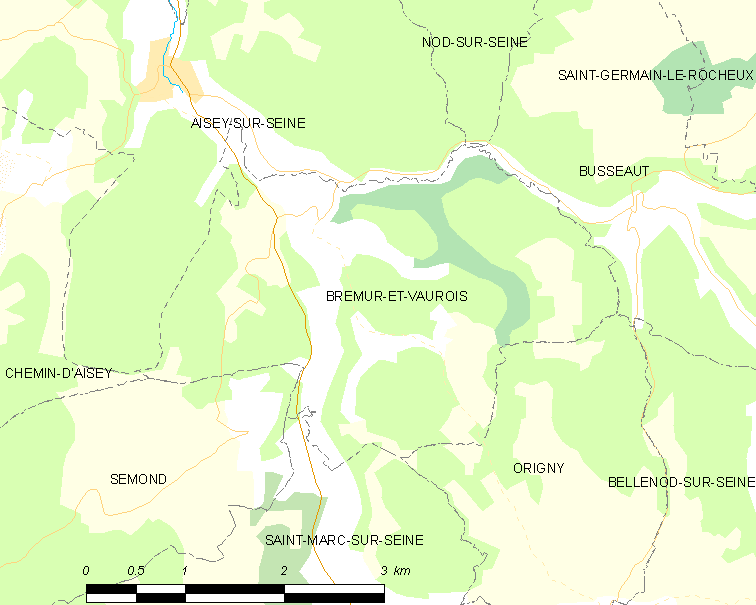

Centré sur la colline qui forme un promontoire à la confluence du Brévon et de la Seine, le territoire de Brémur-et-Vaurois (9,3 km2) comprend également à l'ouest la rive gauche du fleuve avec son versant accédant au plateau du Duesmois, à l'est la colline délimitée par le Brévon et le ruisseau du Noin, et au sud la colline qui domine la rive droite de la Seine et dont le sommet est le point culminant de la commune à 388 m (près du pylone sur le chemin d'Origny). Avec un relief assez marqué, le village est installé au nord-ouest du territoire sur la Seine, Brémur en rive droite et Vaurois en rive gauche, en amont de la confluence avec le Brévon dont le cours marque la limite de commune au nord. Le point le plus bas se trouve logiquement sur le point aval du tronçon de la Seine à 255 m. L'ancienne route nationale Troyes-Dijon par Châtillon-sur-Seine devenue D 971 passe à l'écart de l'agglomération dans le versant en rive gauche, offrant au voyageur une belle vue sur le village et le château.

### Hameaux, écarts, lieux-dits
La population est regroupée dans le village, la commune n'a pas de hameau rattaché.
- Le village de Brémur-et-Vaurois comprend le quartier de la Citadelle.
- Habitat ou bâti écarté : la Tuilerie.
- Lieux-dits d'intérêt local : côte de Semond, chemin d'Origny, val de la Chouette[1], combe Bernard.

### Hydrographie
Avec une pente de 2 m au kilomètre, la Seine décrit ici de nombreux méandres, le fleuve qui deviendra majestueux plus loin n'est qu'ici qu'une petite rivière qui musarde dans les prairies. Elle reçoit en rive droite le Brévon qui débouche du val de la Chouette, nom du moulin installé au bout d'une retenue d'eau sur le Brévon et qui est devenu une pisciculture. Les petits bassins qui existent en aval du moulin reçoivent l'eau du Ruisseau de Noin qui suit le fond de la combe Bernard après avoir sourcé sur la limite sud de commune. Malgré le renfort de la fontaine Saint-Martin à mi-parcours, ce ruisseau est souvent à sec en saison. Au sud-ouest, la limite de commune suit sur 500 m un ruisseau intermittent qui vient de la ferme de l'Aigremont (sur la commune de Saint-Marc-sur-Seine) et se termine dans la Seine.

### Climat
Pour des articles plus généraux, voir Climat de la Bourgogne-Franche-Comté et Climat de la Côte-d'Or.
En 2010, le climat de la commune est de type climat des marges montargnardes, selon une étude du Centre national de la recherche scientifique s'appuyant sur une série de données couvrant la période 1971-2000. En 2020, Météo-France publie une typologie des climats de la France métropolitaine dans laquelle la commune est exposée à un climat océanique altéré et est dans la région climatique  Lorraine, plateau de Langres, Morvan, caractérisée par un hiver rude (1,5 °C), des vents modérés et des brouillards fréquents en automne et hiver. 
Pour la période 1971-2000, la température annuelle moyenne est de 9,8 °C, avec une amplitude thermique annuelle de 15,9 °C. Le cumul annuel moyen de précipitations est de 964 mm, avec 13 jours de précipitations en janvier et 8,7 jours en juillet. Pour la période 1991-2020, la température moyenne annuelle observée sur la station météorologique de Météo-France la plus proche, « Châtillon/Seine », sur la commune de Châtillon-sur-Seine à 14 km à vol d'oiseau, est de 10,8 °C et le cumul annuel moyen de précipitations est de 832,8 mm,. Pour l'avenir, les paramètres climatiques de la commune estimés pour 2050 selon différents scénarios d'émission de gaz à effet de serre sont consultables sur un site dédié publié par Météo-France en novembre 2022.

## Urbanisme

### Typologie
Au 1er janvier 2024, Brémur-et-Vaurois est catégorisée commune rurale à habitat très dispersé, selon la nouvelle grille communale de densité à 7 niveaux définie par l'Insee en 2022.
Elle est située hors unité urbaine. Par ailleurs la commune fait partie de l'aire d'attraction de Châtillon-sur-Seine, dont elle est une commune de la couronne,. Cette aire, qui regroupe 60 communes, est catégorisée dans les aires de moins de 50 000 habitants,.

### Occupation des sols
L'occupation des sols de la commune, telle qu'elle ressort de la base de données européenne d’occupation biophysique des sols Corine Land Cover (CLC), est marquée par l'importance des forêts et milieux semi-naturels (62,2 % en 2018), en diminution par rapport à 1990 (65,4 %). La répartition détaillée en 2018 est la suivante : forêts (62,2 %), terres arables (17,7 %), prairies (16,6 %), zones agricoles hétérogènes (3,5 %). L'évolution de l’occupation des sols de la commune et de ses infrastructures peut être observée sur les différentes représentations cartographiques du territoire : la carte de Cassini (XVIIIe siècle), la carte d'état-major (1820-1866) et les cartes ou photos aériennes de l'IGN pour la période actuelle (1950 à aujourd'hui).

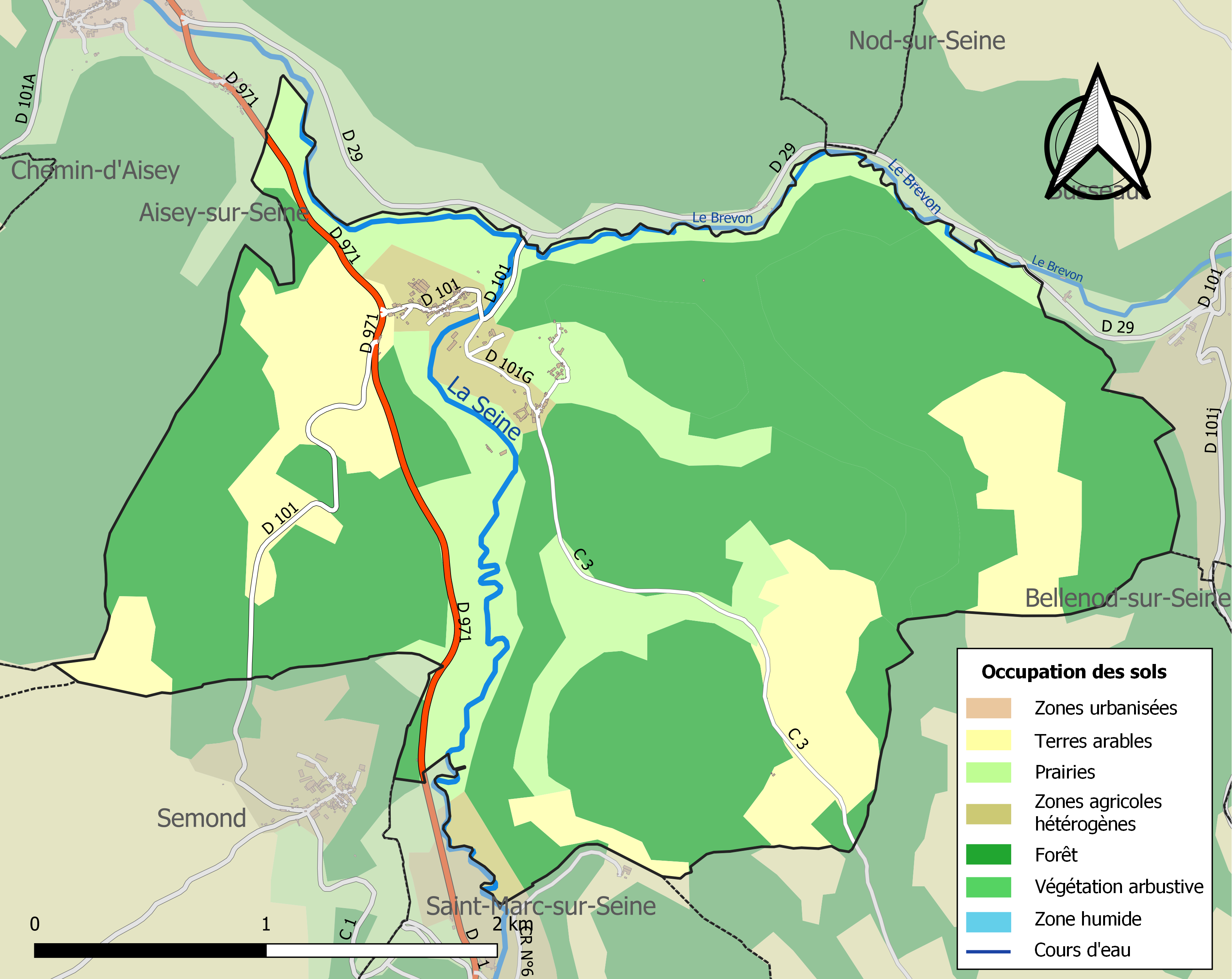
Carte des infrastructures et de l'occupation des sols de la commune en 2018 (CLC).

## Toponymie
Attestée sous la forme Brevis murus en 1100.

## Histoire

### Antiquité
Si la tradition situe sur Brémur un castrum romain et sur Vaurois des tumulus, les fouilles n'ont fourni jusqu'ici que quelques vestiges de l'Âge du Fer.

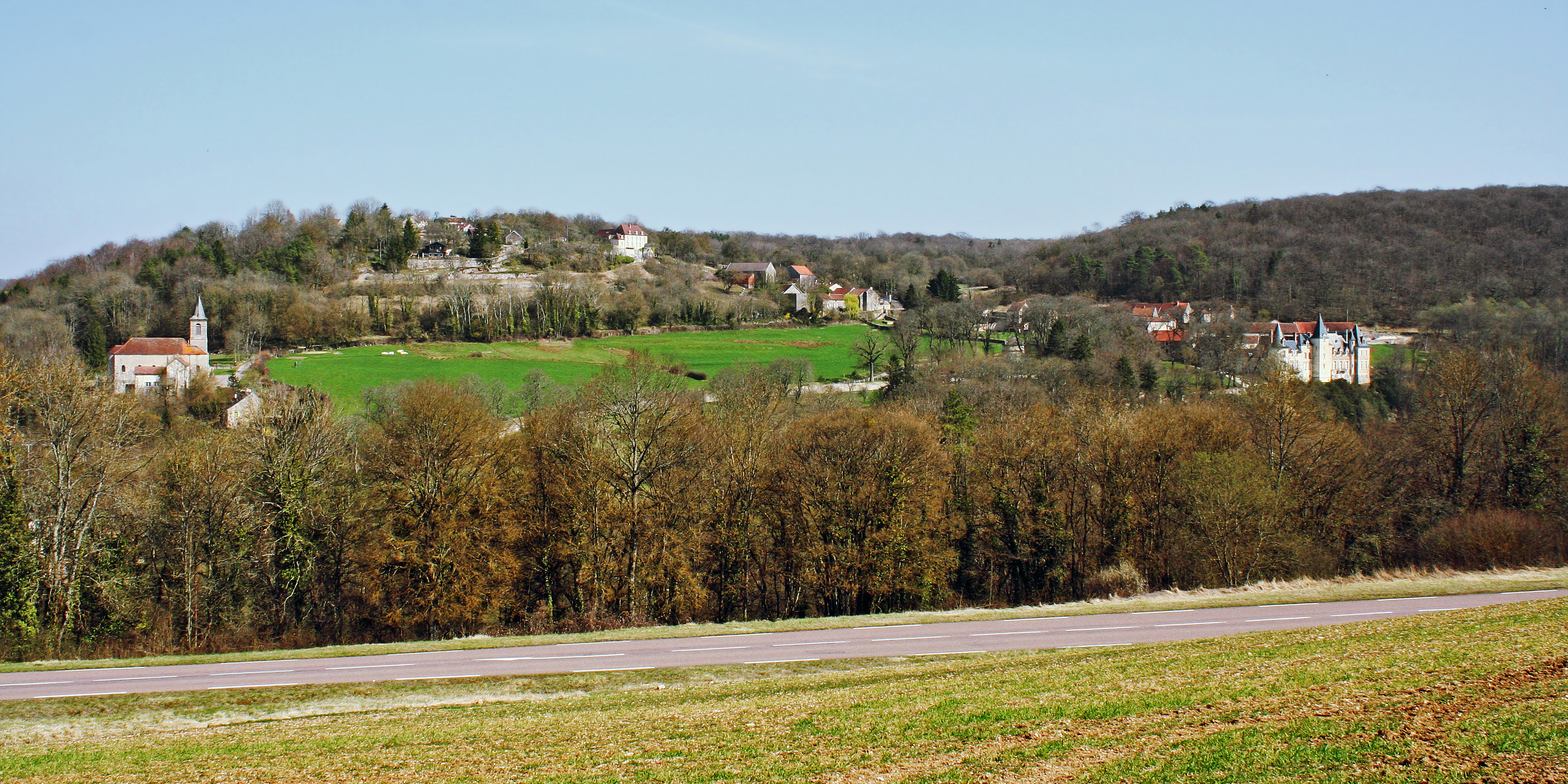
Vaurois à gauche, château de Rocheprise et Brémur à droite, au-dessus le quartier de la Citadelle avec le manoir. Les arbres devant cachent la vallée de la Seine.

### Moyen Âge
La division féodale du lieu est complexe, Brémur, Vaurois et Rocheprise formant trois seigneuries bien distinctes. Ainsi les habitants de Brémur sont affranchis dès 1237 par Hugues IV de Bourgogne alors que ceux de Vaurois doivent attendre une charte de Philippe le Bon de 1425.

### Époque moderne
Les trois entités ne sont réunies en une seule seigneurie qu'au XVIe siècle. En 1736, François de Ligny, sire de Rocheprise, épouse Jeanne-Marie, fille de Jean Bart, corsaire de Louis XIV.

## Politique et administration
| Période                                  | Période       | Identité                  | Étiquette | Qualité  |
| ---------------------------------------- | ------------- | ------------------------- | --------- | -------- |
| avant 1988                               | 1989          | Claudette Fruscini        |           |          |
| 1989                                     | ?             | Gérard Malnoury           | DVD       |          |
| mars 2001                                | mars 2008     | Nicole Charles            |           |          |
| mars 2008                                | novembre 2014 | Lionel Moreau (1949-2014) |           | Retraité |
| mars 2014                                | En cours      | Gérard Malnoury           |           | Retraité |
| Les données manquantes sont à compléter. |               |                           |           |          |

## Démographie
L'évolution du nombre d'habitants est connue à travers les recensements de la population effectués dans la commune depuis 1793. Pour les communes de moins de 10 000 habitants, une enquête de recensement portant sur toute la population est réalisée tous les cinq ans, les populations de référence des années intermédiaires étant quant à elles estimées par interpolation ou extrapolation. Pour la commune, le premier recensement exhaustif entrant dans le cadre du nouveau dispositif a été réalisé en 2005.

En 2022, la commune comptait 44 habitants, en évolution de −10,2 % par rapport à 2016 (Côte-d'Or : +0,82 %, France hors Mayotte : +2,11 %).
| 1793 | 1800 | 1806 | 1821 | 1831 | 1836 | 1841 | 1846 | 1851 |
| ---- | ---- | ---- | ---- | ---- | ---- | ---- | ---- | ---- |
| 287  | 216  | 210  | 225  | 239  | 240  | 211  | 232  | 220  |

| 1856 | 1861 | 1866 | 1872 | 1876 | 1881 | 1886 | 1891 | 1896 |
| ---- | ---- | ---- | ---- | ---- | ---- | ---- | ---- | ---- |
| 220  | 196  | 195  | 200  | 201  | 212  | 205  | 190  | 179  |

| 1901 | 1906 | 1911 | 1921 | 1926 | 1931 | 1936 | 1946 | 1954 |
| ---- | ---- | ---- | ---- | ---- | ---- | ---- | ---- | ---- |
| 170  | 152  | 176  | 151  | 150  | 100  | 73   | 98   | 127  |

| 1962 | 1968 | 1975 | 1982 | 1990 | 1999 | 2005 | 2006 | 2010 |
| ---- | ---- | ---- | ---- | ---- | ---- | ---- | ---- | ---- |
| 154  | 124  | 106  | 115  | 91   | 78   | 55   | 53   | 63   |

| 2015 | 2020 | 2022 | - | - | - | - | - | - |
| ---- | ---- | ---- | - | - | - | - | - | - |
| 50   | 42   | 44   | - | - | - | - | - | - |

## Économie
La commune est beaucoup orientée vers la sylviculture, de grandes forêts dans le prolongement sud de la forêt domaniale de Châtillon couvrent les sommets sur plus de la moitié du finage. Les fonds de vallées et de combes abritent les prairies, et un peu d'agriculture occupe quelques versants.

## Culture locale et patrimoine

### Lieux, monuments et pôles d'intérêt
- Château de Rocheprise (XIIe – XIXe siècle)[21]  Classé MH (1975)[22], privé.
- Vestiges d'un château-fort sur la butte de la Citadelle.
- Pont en pierre fin XVIIIe siècle sur la Seine, avec deux arches séparées par une pile à becs.

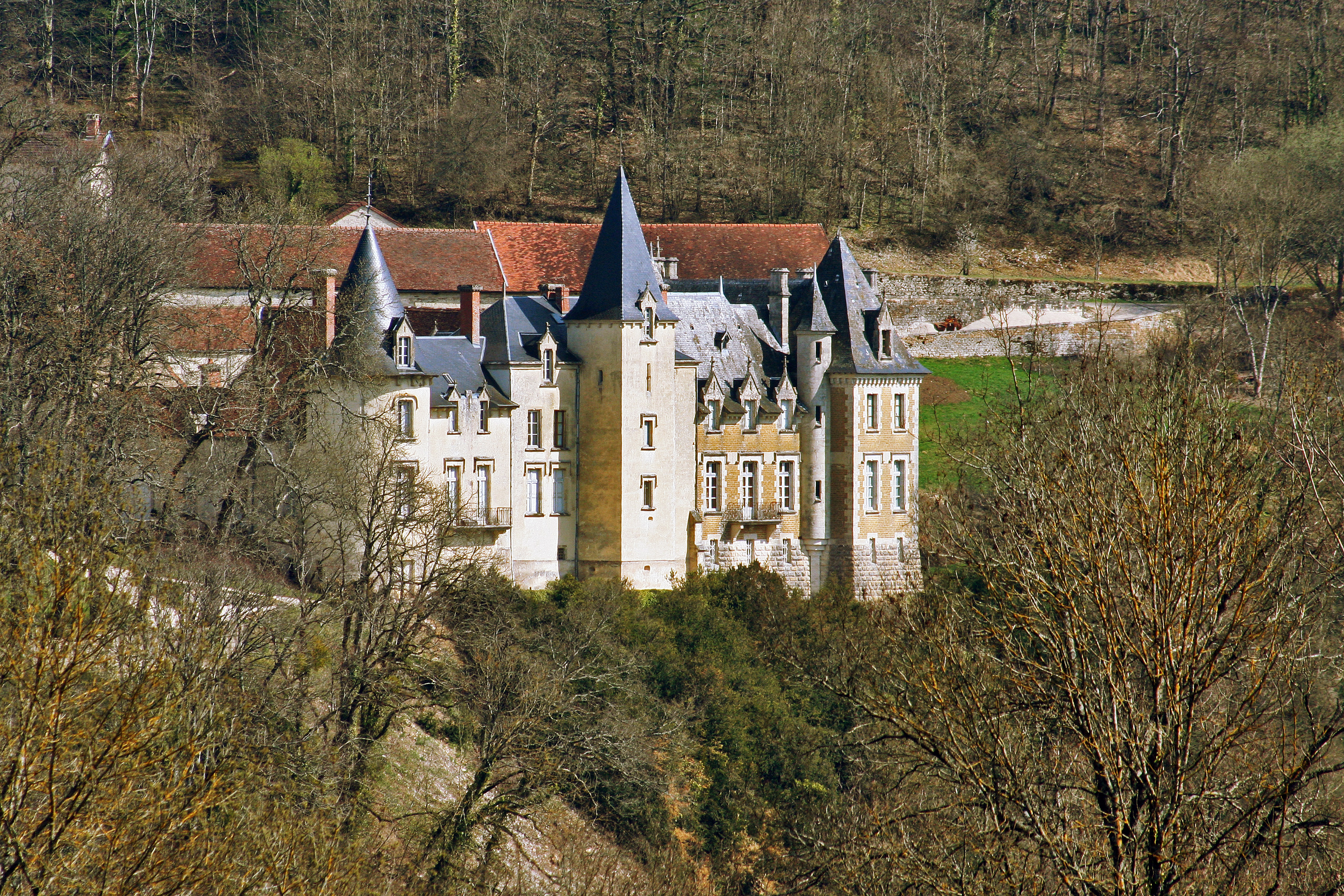
Château de Roche-Prise.
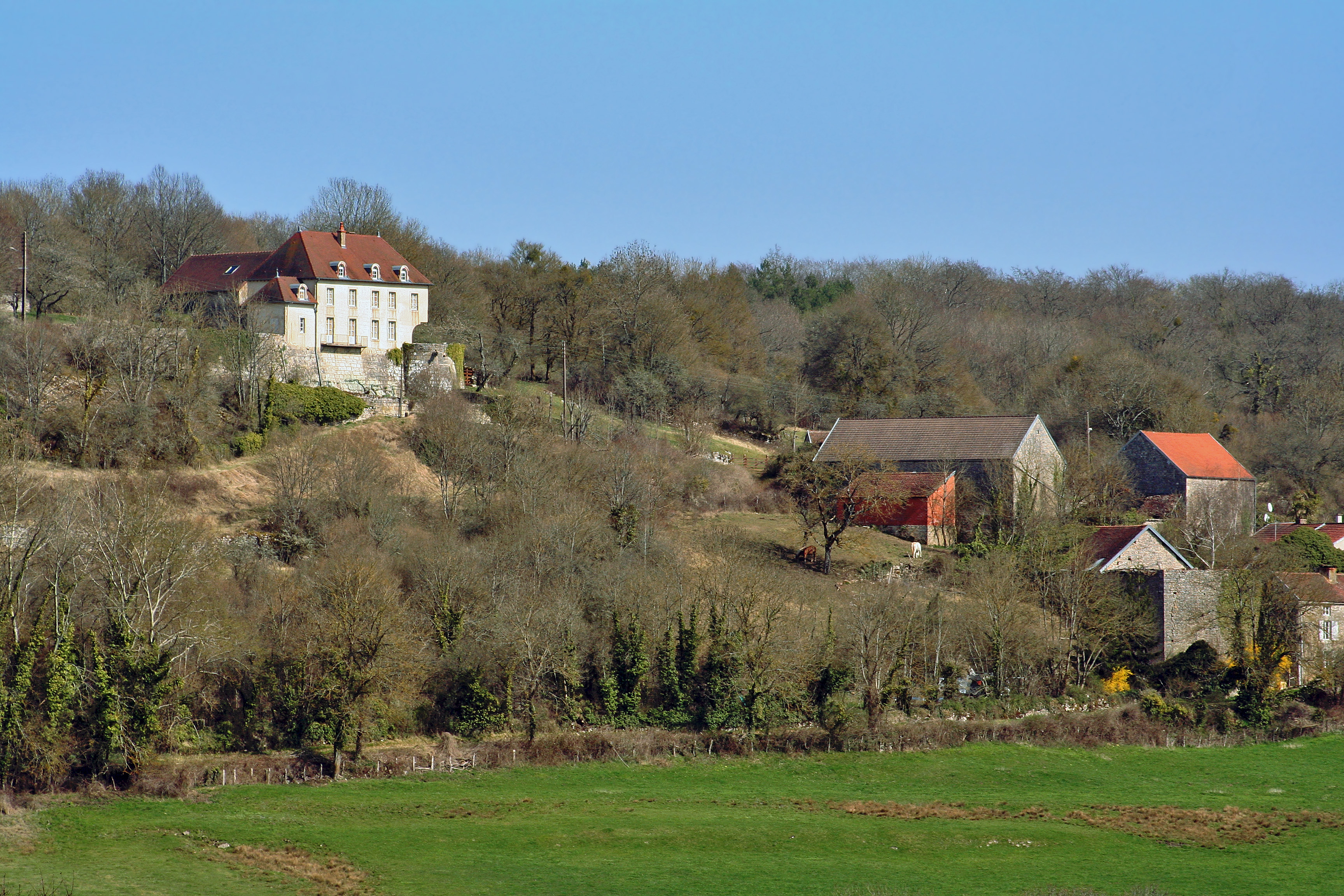
Manoir de La Citadelle.
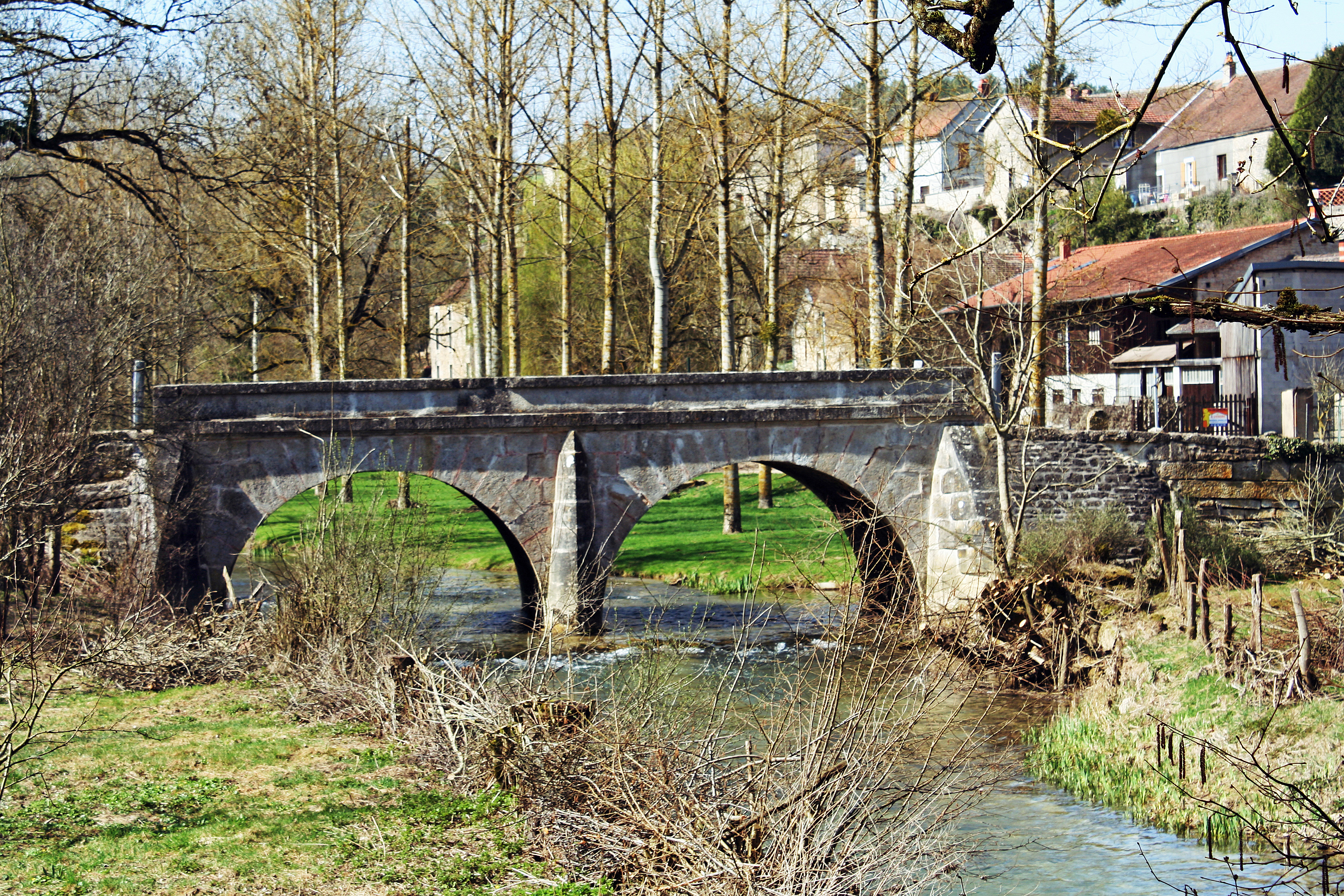
Pont XVIIIe siècle sur la Seine.

- Mairie-école construite au milieu du XIXe siècle sur les plans de l'architecte châtillonnais Simon Tridon.
- Lavoir-fontaine du même architecte.
- L'église Saint-Côme-Saint-Damien et Saint-Florentin est rebâtie en 1829 aussi par Simon Tridon sur l'étroite plateforme qui accueillait la précédente. De plan rectangulaire (dit plan « allongé »[23]) avec un clocher carré à toit pavillonnaire disposé au-dessus de la façade, elle abrite une statuaire de grande qualité classée aux monuments historiques : un saint Thibault en pierre du XVe siècle, deux statues du XVIIe siècle en bois polychrome des saints patrons et une Assomption de la Vierge en pierre du XVIIIe. À voir également saint Michel terrassant le dragon, pierre polychrome du XVIe siècle, sainte Anne et une Vierge à l'enfant[24].
- Le Sentier de grande randonnée 2 (Le Havre-Dijon) traverse la commune et monte jusqu'à la Citadelle par la rue de l'Église avant de suivre le fond de la sauvage combe Bernard.

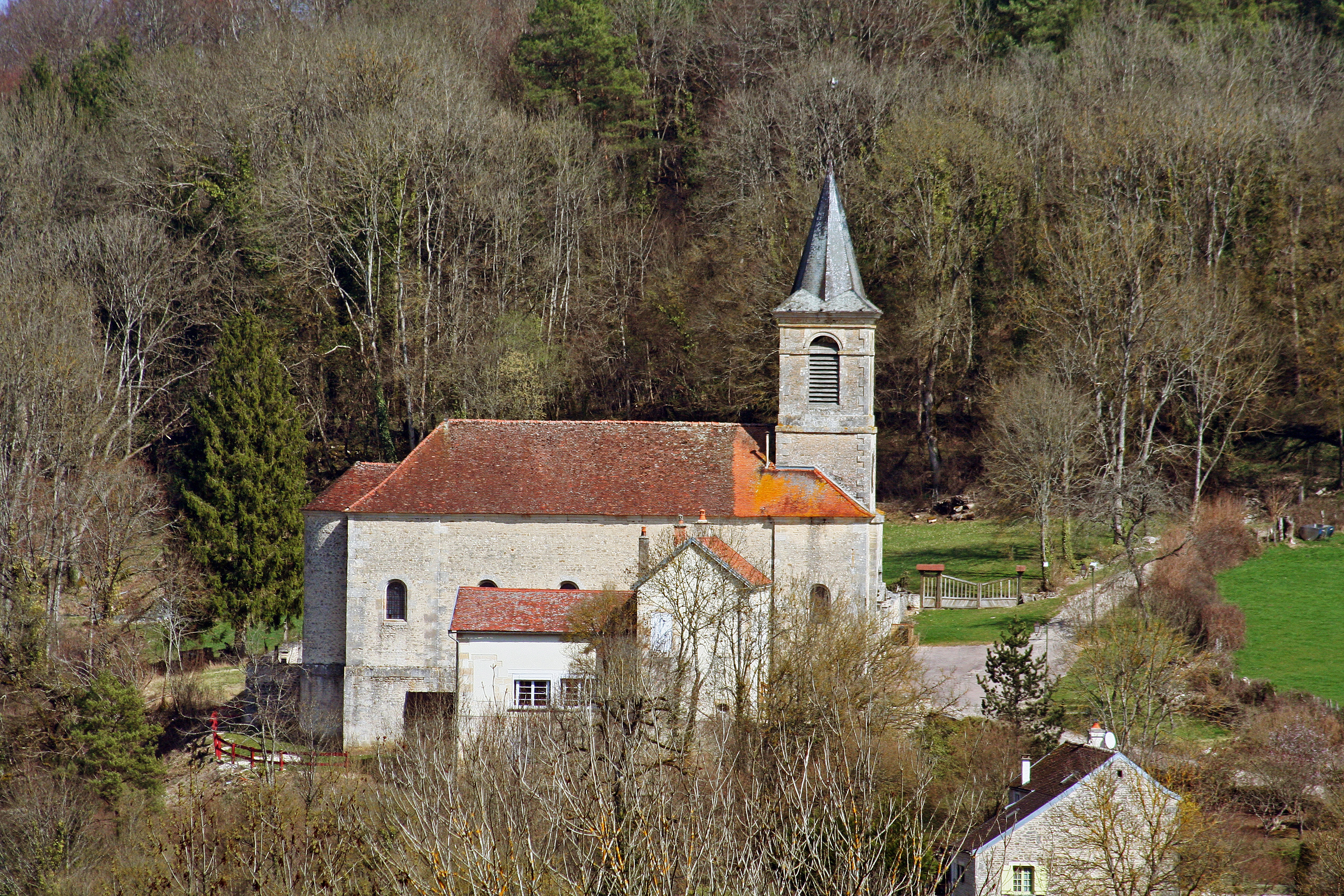
Église Saint-Côme-Saint-Damien et Saint-Florentin.
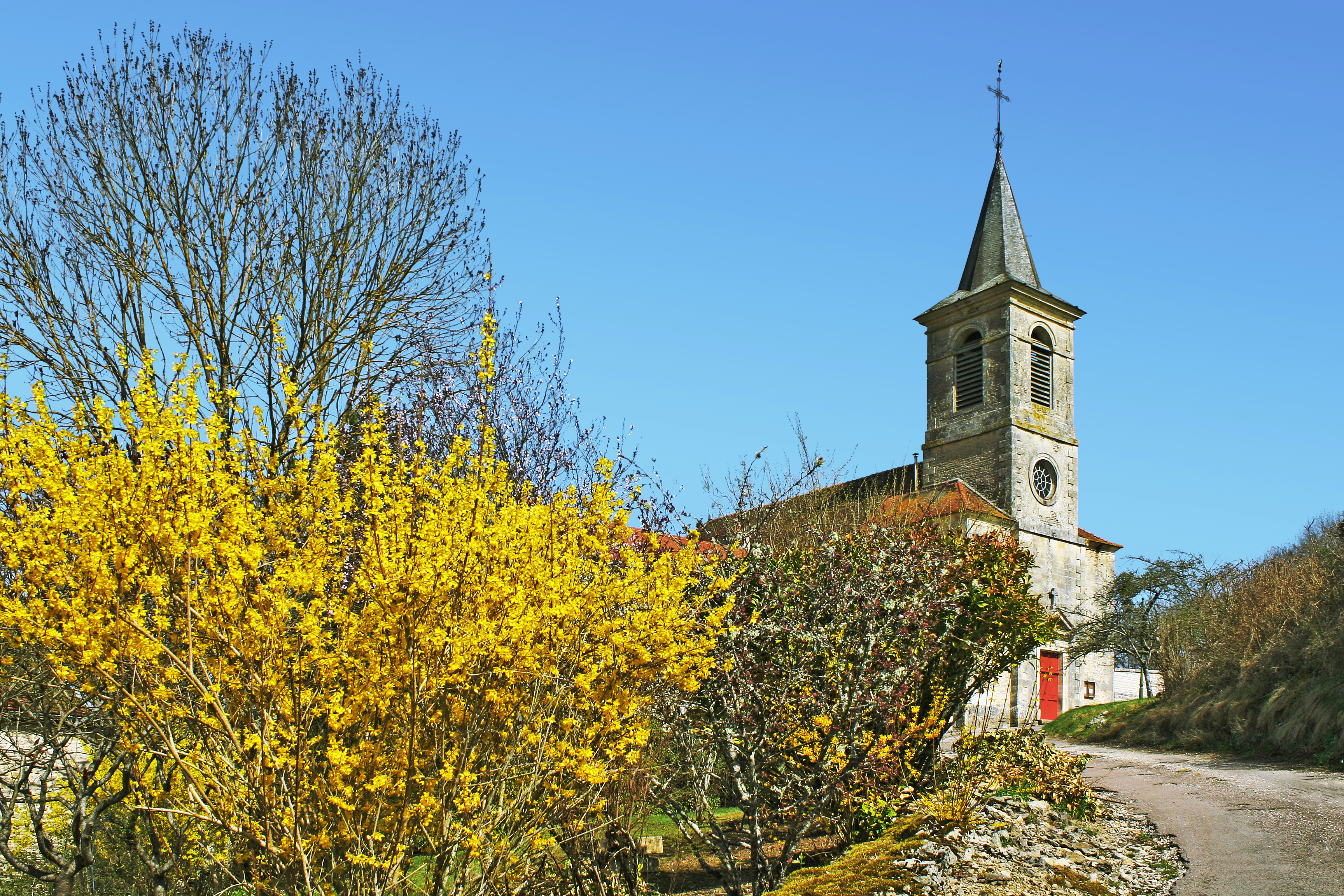
Accès par la rue de l'Église.
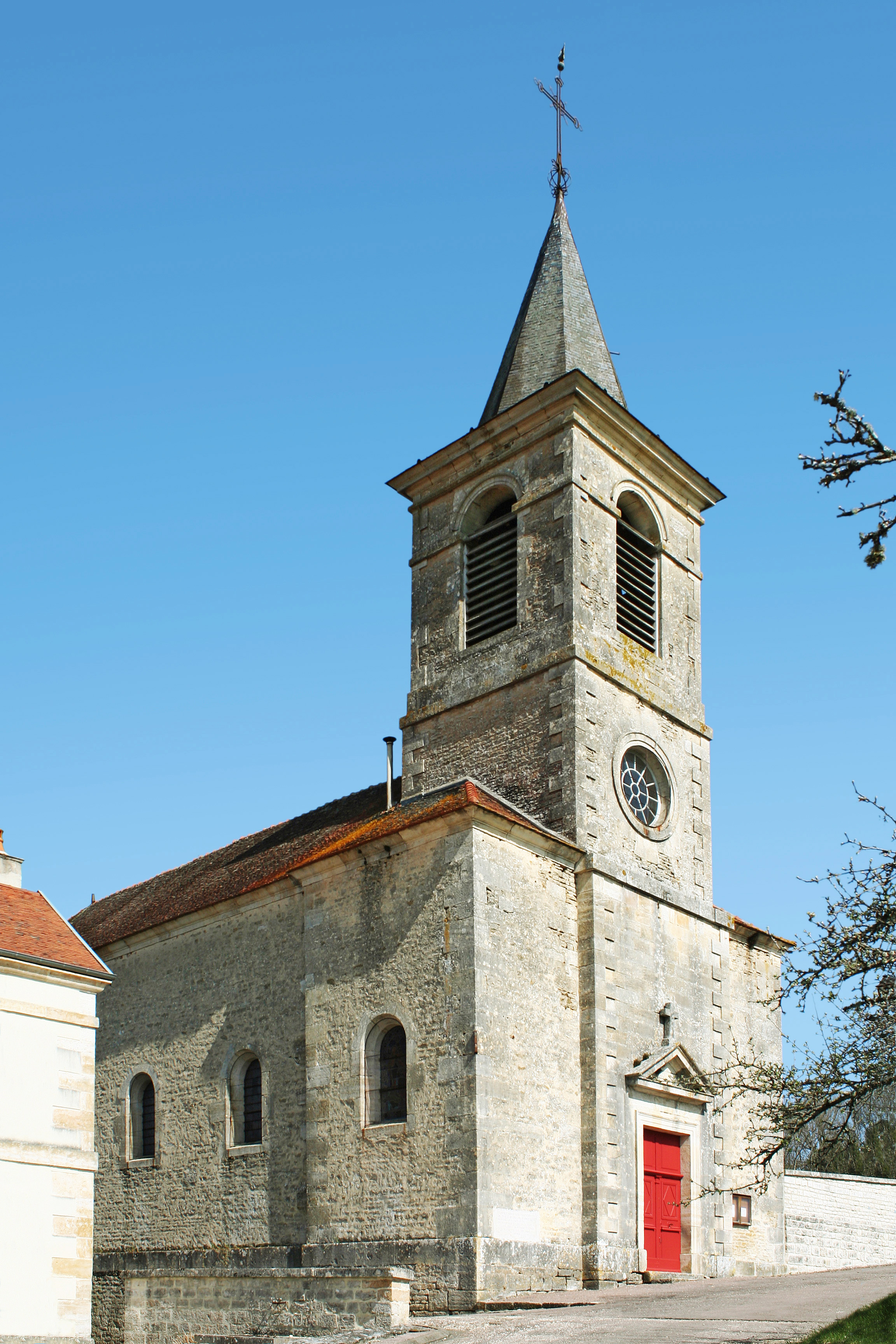
Façade orientée au sud.
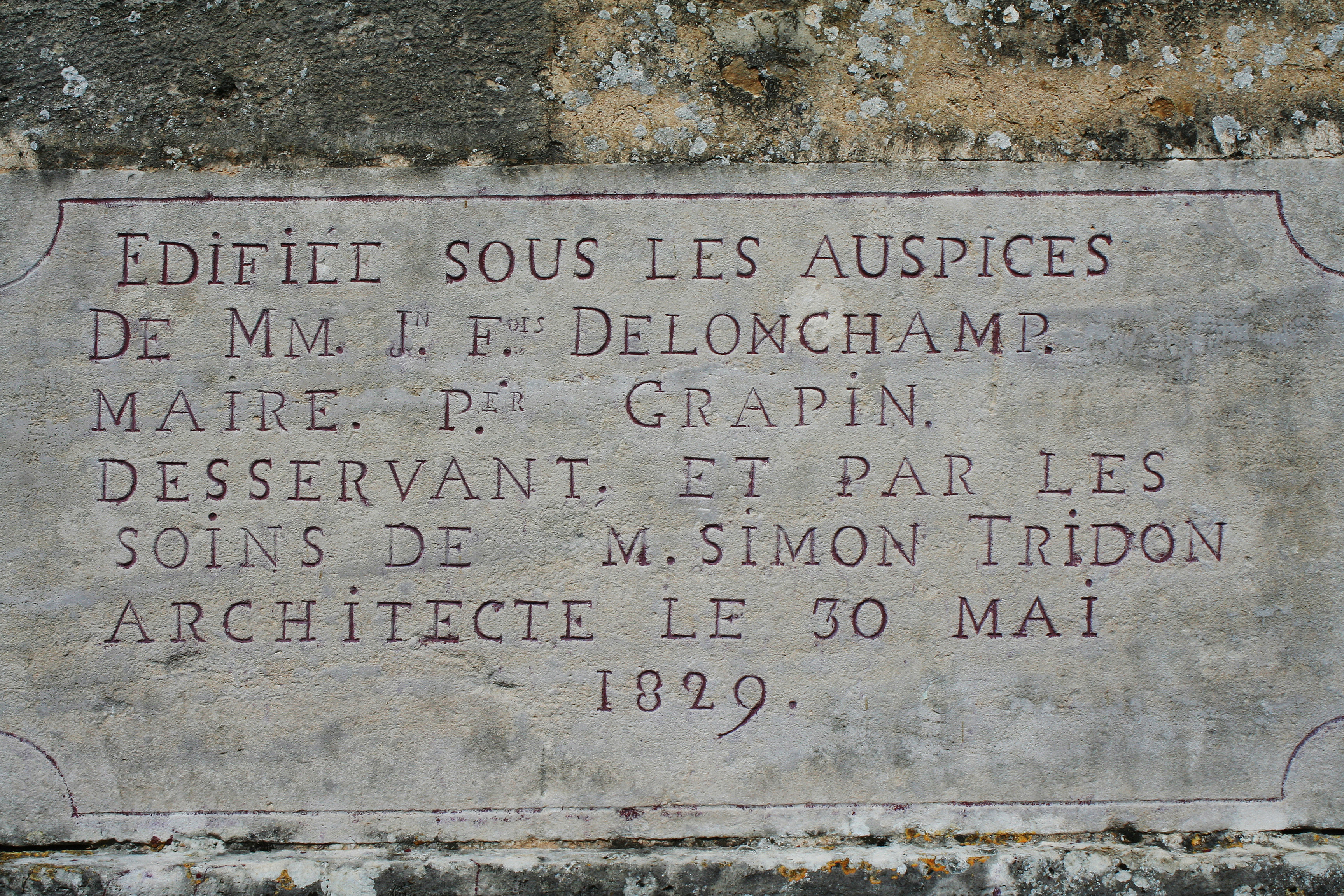
« EDIFIEE SOUS LES AUSPICES DE MM J.n F.ois DELONCHAMP. MAIRE P.er GRAPIN. DESSERVANT. ET PAR LES SOINS DE M. SIMON TRIDON ARCHITECTE LE 30 MAI 1829. ».

### Héraldique
| Blason | Blasonnement : Écartelé : au 1er et au 4e d'azur aux trois tours d'or ouvertes, ajourées et maçonnées de sable, au chef aussi d'or chargé d'un heaume de sable, au 2e et au 3e toujours d'or à la rose de gueules, pointée, tigée et feuillée de sinople. |

## Pour approfondir